# Селятино (Тверская область)
Селятино — деревня в Бежецком районе Тверской области. Входит в состав Васюковского сельского поселения.

## География
Находится в восточной части Тверской области на расстоянии приблизительно 11 км по прямой на юг-юго-запад от районного центра города Бежецк на левом берегу реки Молога.

## История
Деревня была отмечена еще на карте 1825 года. В 1859 году здесь (деревня Бежецкого уезда Тверской губернии) было учтено 22 двора, в 1978 — 21.

## Население
Численность населения: 140 человек (1859 год), 24 (русские 96 %) в 2002 году, 16 в 2010.